# 374th Airlift Wing
Le 374th Airlift Wing (374th AW, 374e Escadre de transport aérien), appartenant aux Pacific Air Forces de l'United States Air Force est stationné à Yokota Air Base au Japon.